# Marius Egnatius
Marius Egnatius (I w. p.n.e.) – jeden z głównych przywódców sprzymierzeńców italskich w wojnie ze sprzymierzeńcami.
Według zachowanych fragmentów Diodora Sycylijskiego był jednym z dwunastu dowódzców, których co roku wybierali sprzymierzeńcy, by służyli przy ich konsulach. Według Liwiusza był przywódcą samnickim. 
Pierwszy znany nam jego czyn to zdobycie Venafrum, czego dokonał przy pomocy zdrady i gdzie zniszczył dwie kohorty. Niedługo później w wąwozie Mons Massicus koło Teanum niespodzanie napotkał armię konsula Luciusa Caesara, którego zmusił do wycofania się. Rzymianie schroli się w Teanum, ale stracili wielu ludzi przekraczając rzekę Savo, na której był tylko jeden most.
Następnego roku Egarius zginął w bitwie z Rzymianami dowodzonymi przez Caiusa Cosconiusa i Luceiusa.
Informacje o nim podają Liwiusz [Epit. LXXV] i Appian [I 40, 41, 45].
Istnieją przesłanki by sądzić, że ojcem lub bliskim krewnym Egnatiusa był wzmiankowany przez Aulusa Gelliusa Marcus Marius z Sidicinum.